# مارکت (کانزاس)
مارکت (به انگلیسی: Marquette) شهری در ایالت کانزاس کشور ایالات متحده آمریکا است که جمعیت آن در سرشماری سال ۲۰۱۰ میلادی، ۶۴۱ نفر بوده‌است.

## نگارخانه

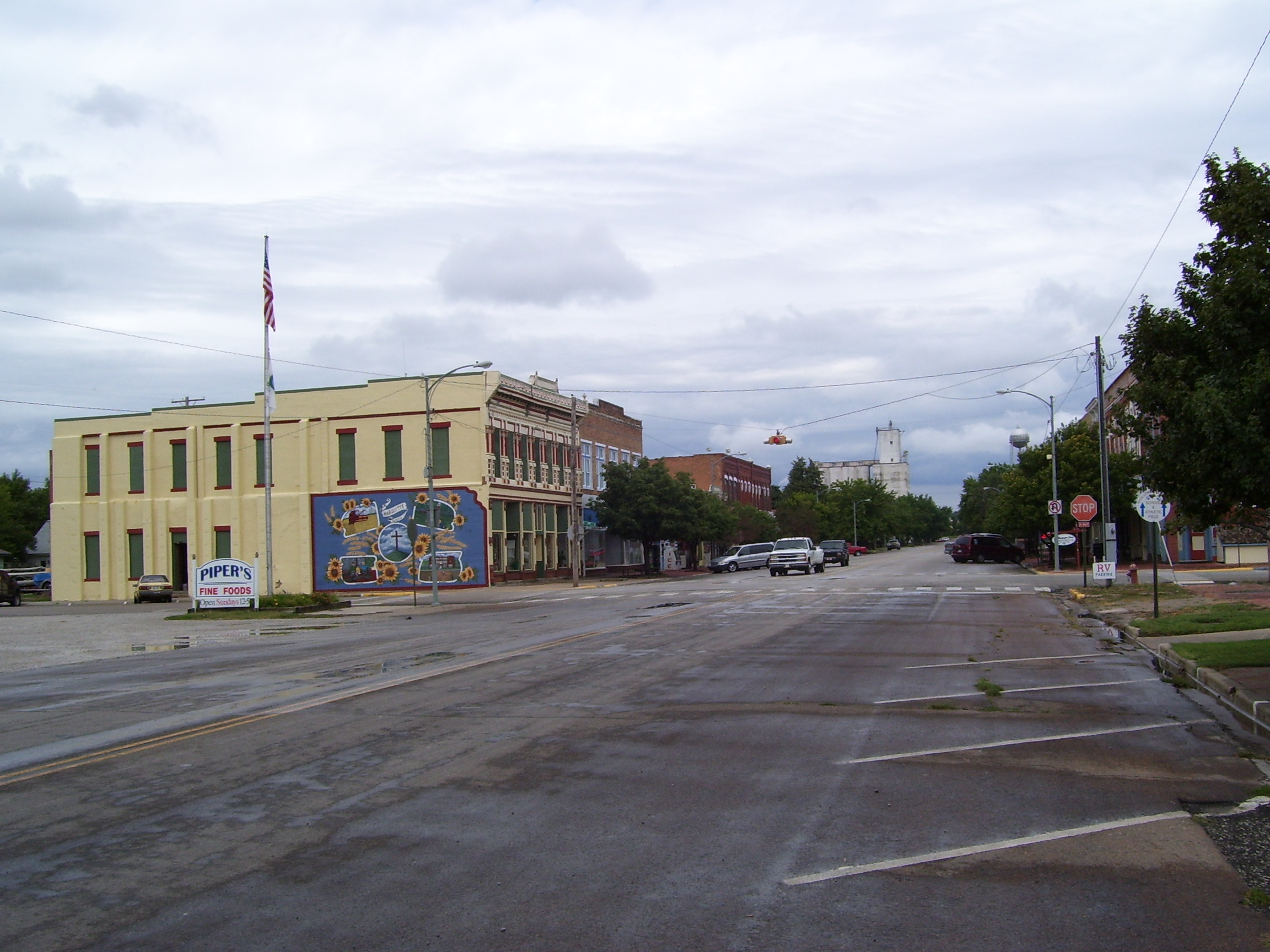
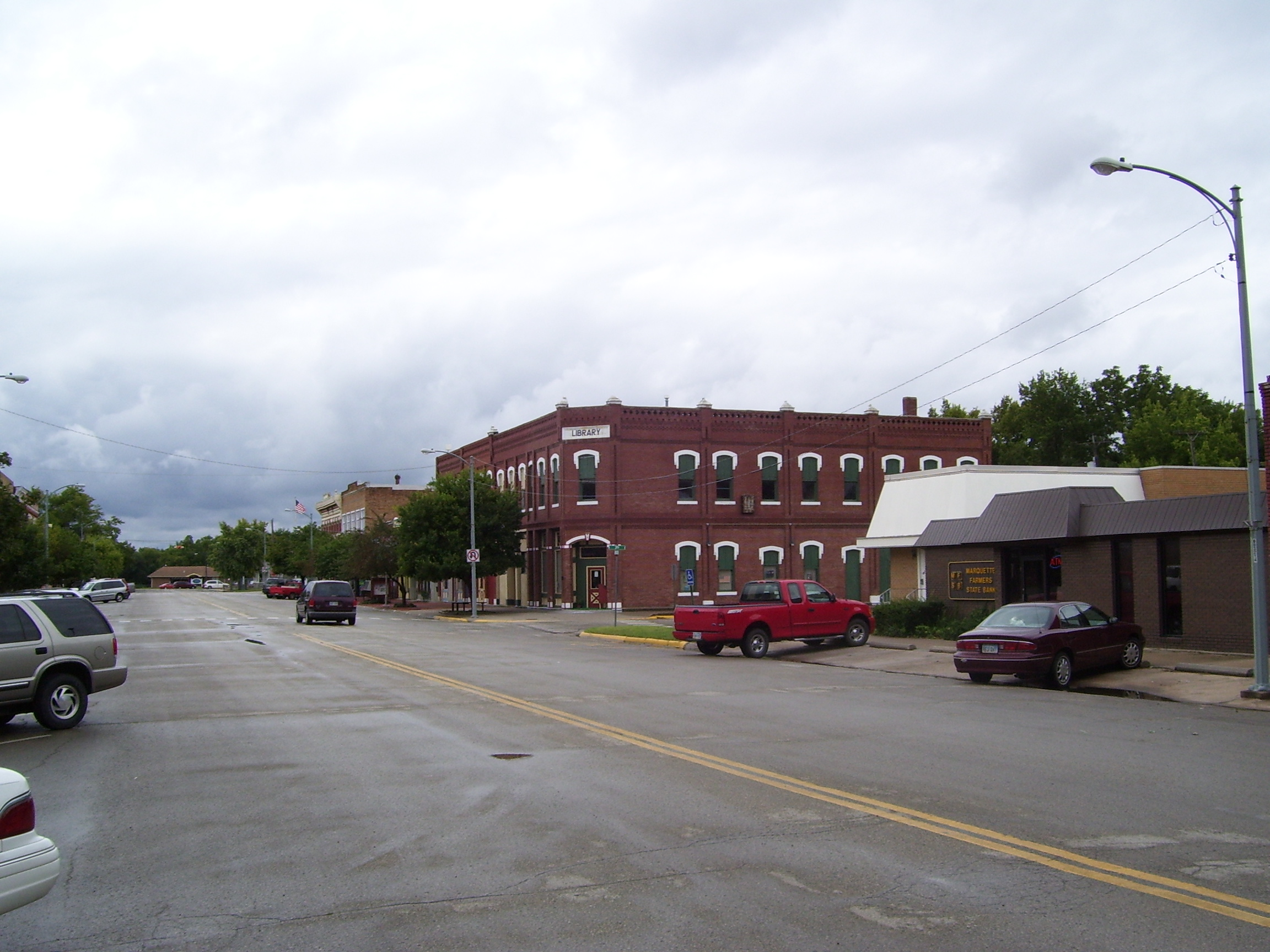
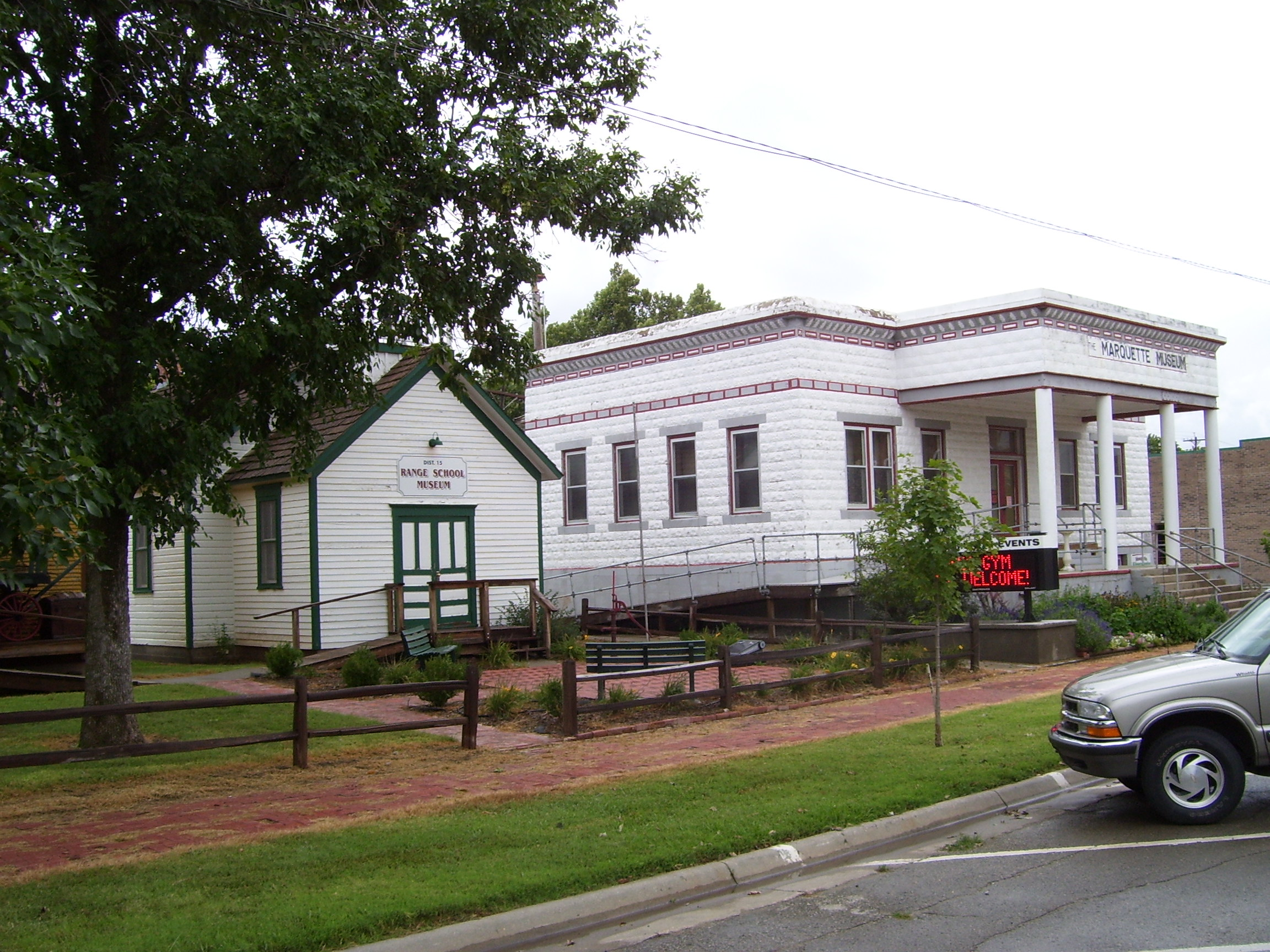
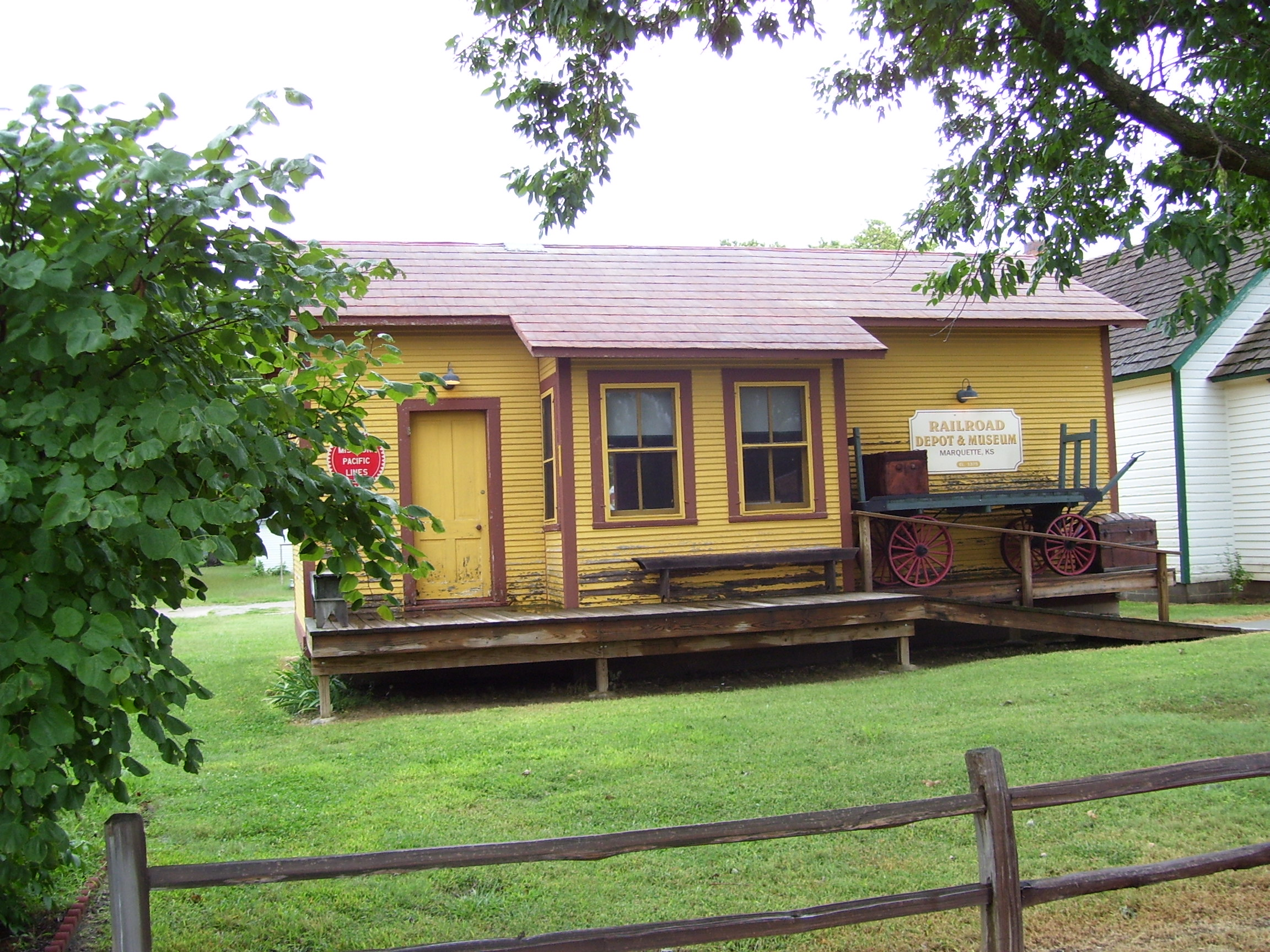
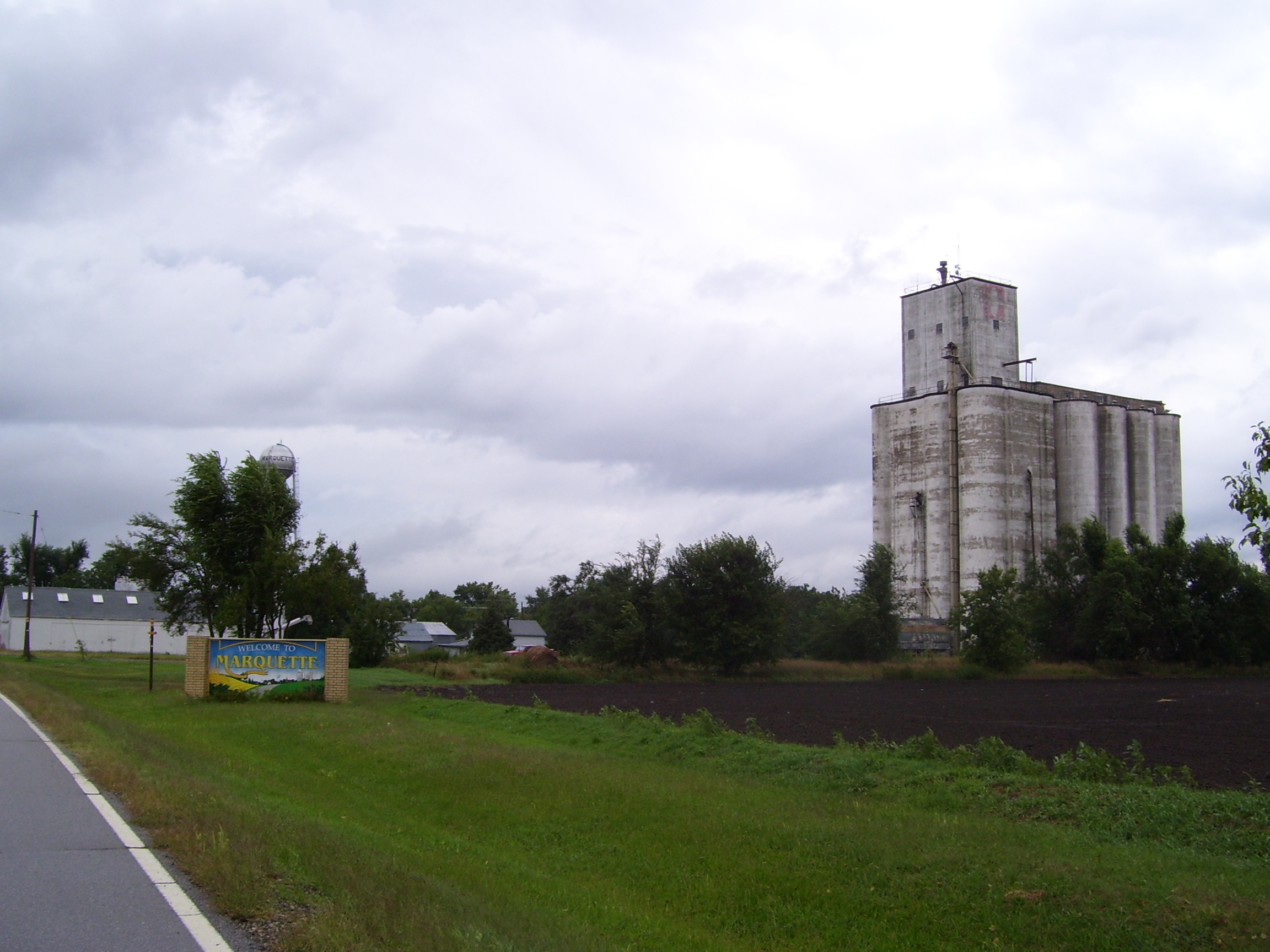
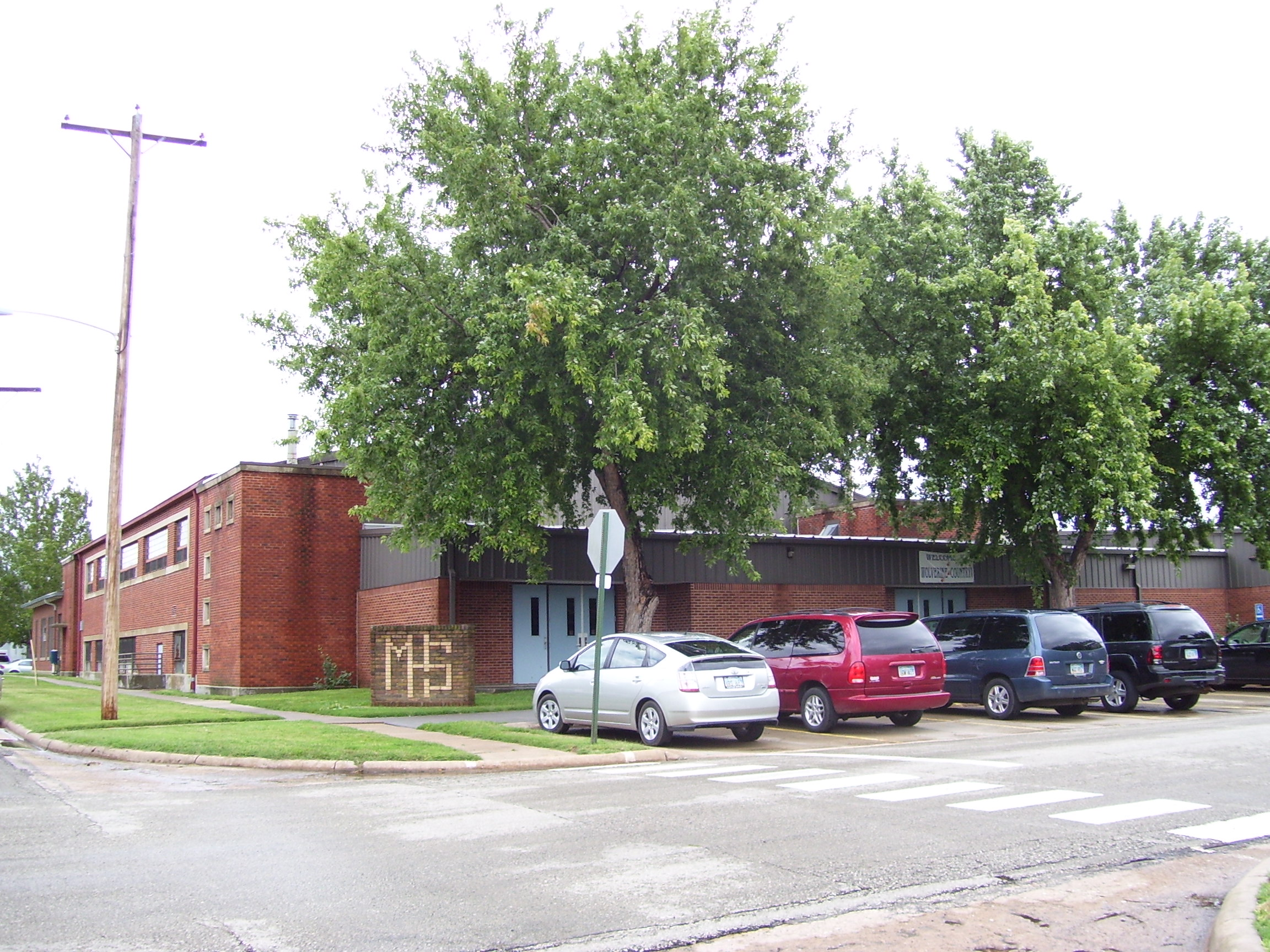
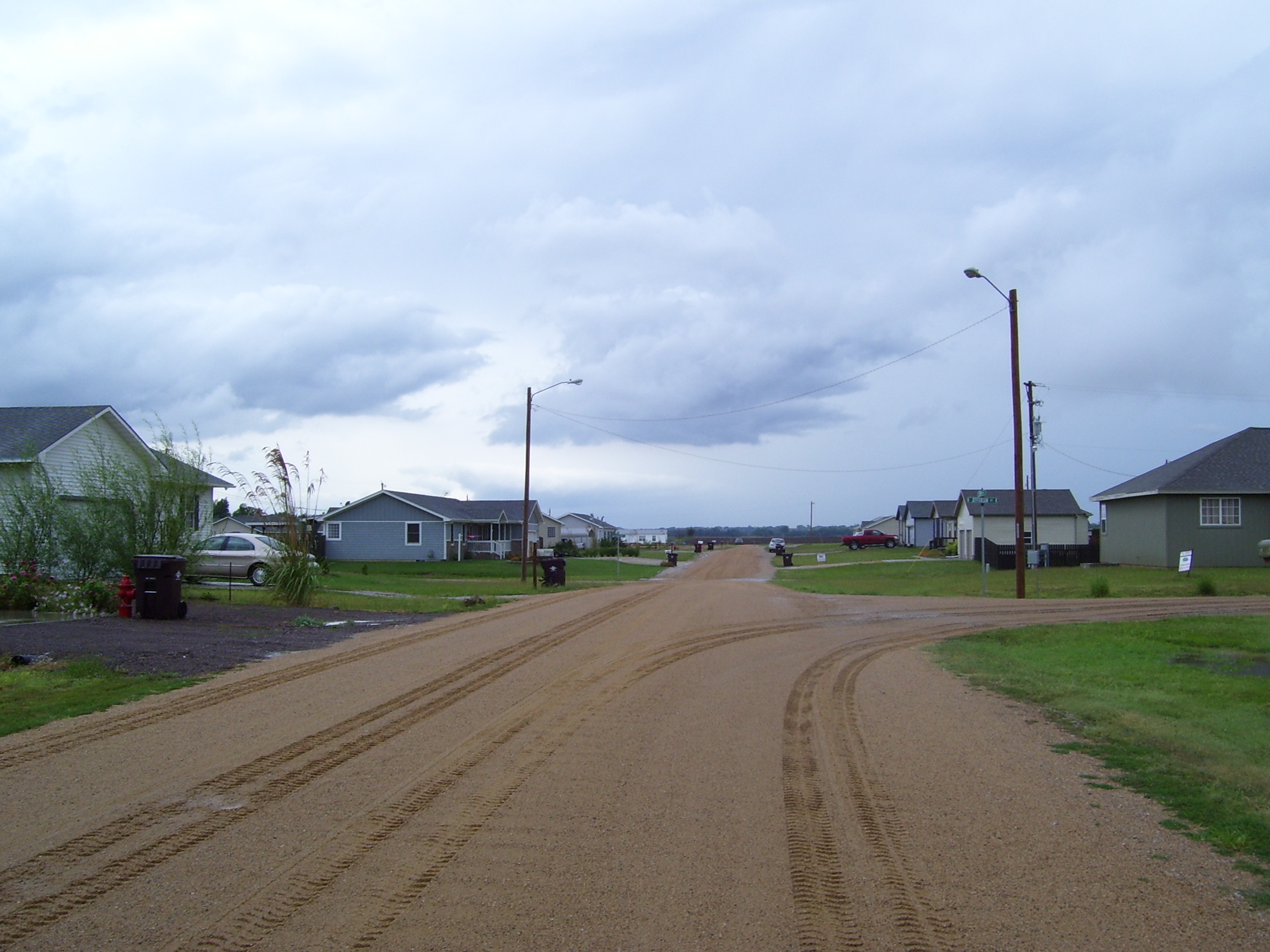
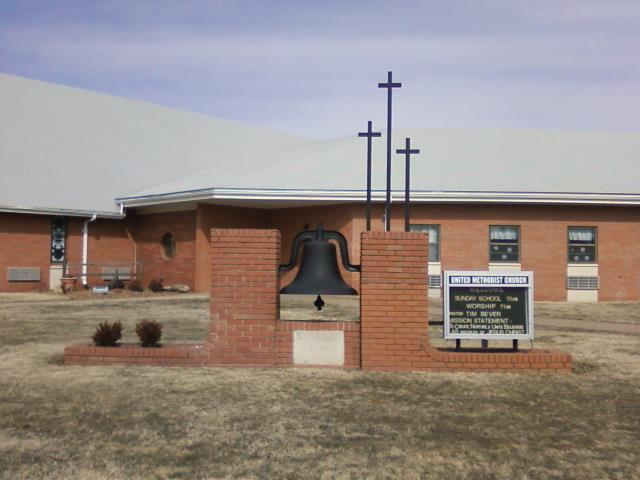
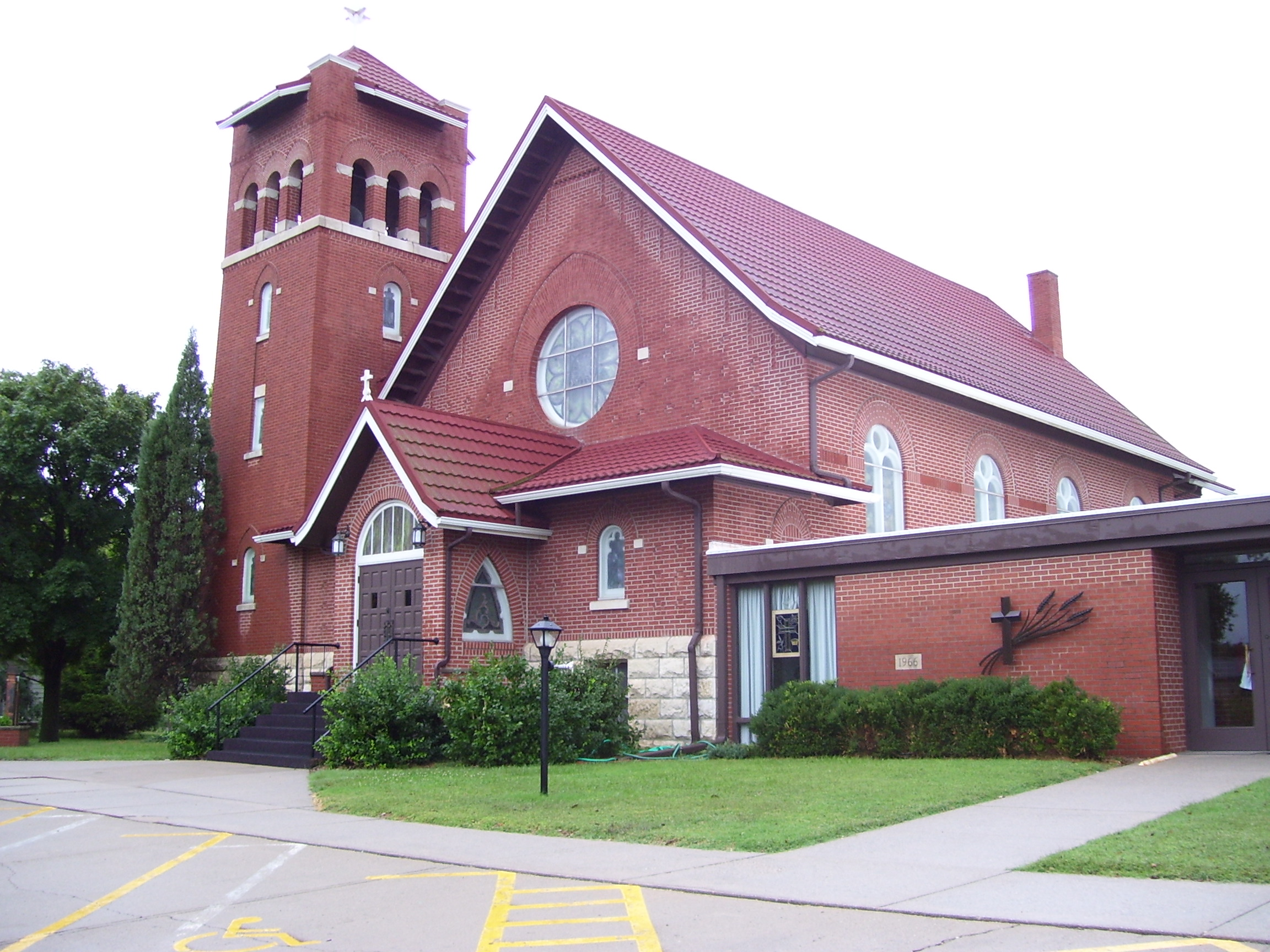
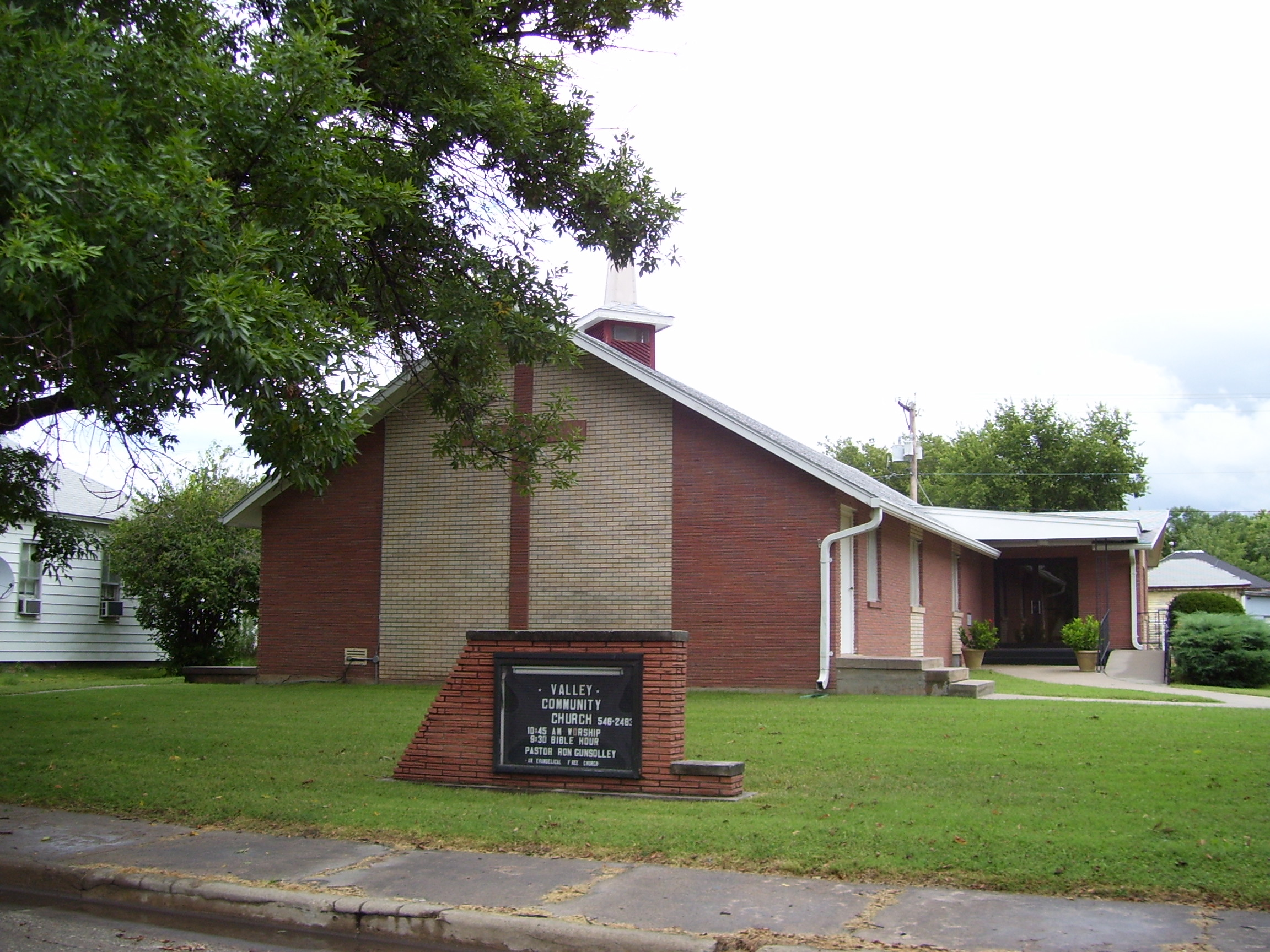
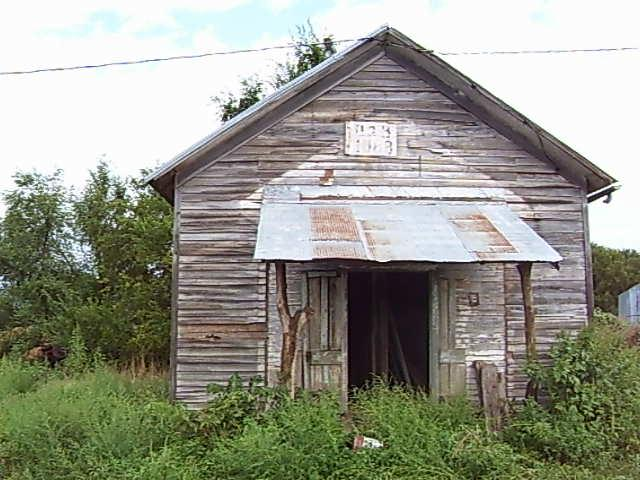
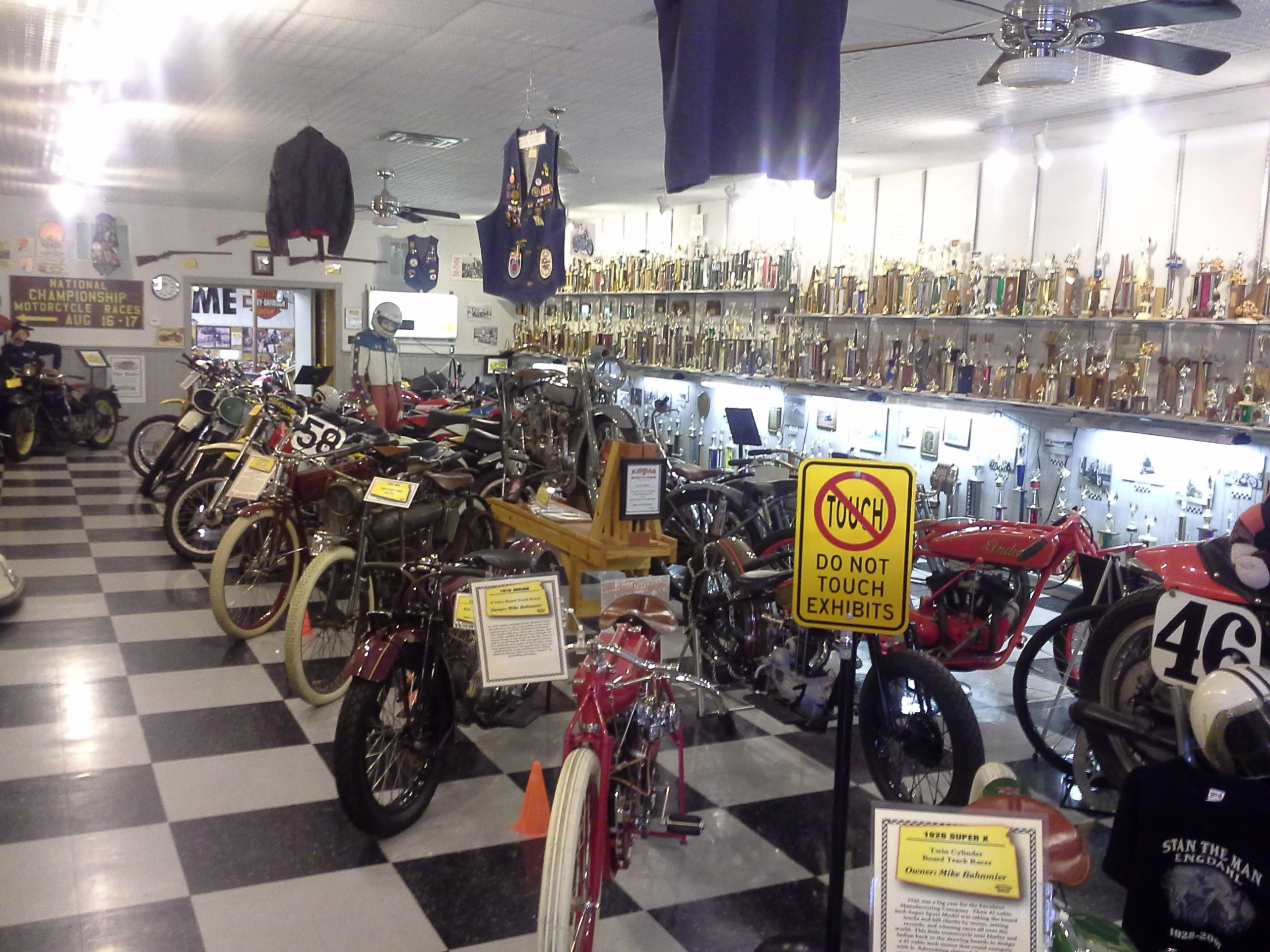